# التنقل المغناطيسي الروبوتي
يستخدم التنقل المغناطيسي الروبوتي (وتسمى أيضًا عملية التنقلالمغناطيسية عن بُعد) تقنية روبوتية لتوجيه المجالات المغناطيسية التي تتحكم في حركة القسطرة داخل الأوعية الدموية ذات الرؤوس المغناطيسية داخل غرف القلب وعبرها أثناء إجراءات القسطرة القلبية.

## الأجهزة
نظرًا لأن قلب الإنسان يستمر في النبض أثناء إجراءات الاستئصال، يمكن أن يتأثر استقرار القسطرة بتقنية التنقل.  تعمل المجالات المغناطيسية التي تم إنشاؤها بواسطة تقنية RMN على توجيه طرف القسطرة باستخدام آلية عمل «السحب» (على عكس «الدفع» مع التنقل اليدوي بالقسطرة).  ارتبط آلية التنقل بالقسطرة المغناطيسية باستقرار أكبر للقسطرة.

## الاستخدام الطبي

### الرجفان الأذيني
اعتبارًا من عام 2015، كان هناك نظامان آليان منتشرين للقسطرة بالنسبة للرجفان الأذيني؛ حيث استخدم أحدهم التوجيه المغناطيسي.
بعد متابعة طويلة الأمد، ارتبطت آلية " التنقل باستخدام RMN بنتائج إجرائية وسريرية أفضل لاستئصال الرجفان الأذيني عند مقارنته بالتنقل اليدوي بالقسطرة لاستئصال القلب.

### تسرع القلب البطيني
لقد ثبت أن RMN آمنة وفعالة في استئصال القسطرة القلبية في مجموعات مختلفة من المرضى المصابين بتسرع القلب البطيني.